# Saurolophus
 Saurolophus  ist eine Gattung der Vogelbeckendinosaurier (Ornithischia) aus der großen Gruppe der pflanzenfressenden Hadrosaurier (Hadrosauridae) und lebte während der späten Oberkreide in Nordamerika und Asien. 
Die Fossilien der nordamerikanische Typusart S. osborni wurden in der Horseshoe-Canyon-Formation in Alberta gefunden und 1912 von Brown beschrieben. Eine asiatische Art, S. angustirostris wurde 1952 nach mehreren Schädeln und Skeletten von insgesamt 15 Exemplaren die in der Nemegt-Formation in der Mongolei gefunden wurden von Roschdestwenski beschrieben.

## Beschreibung

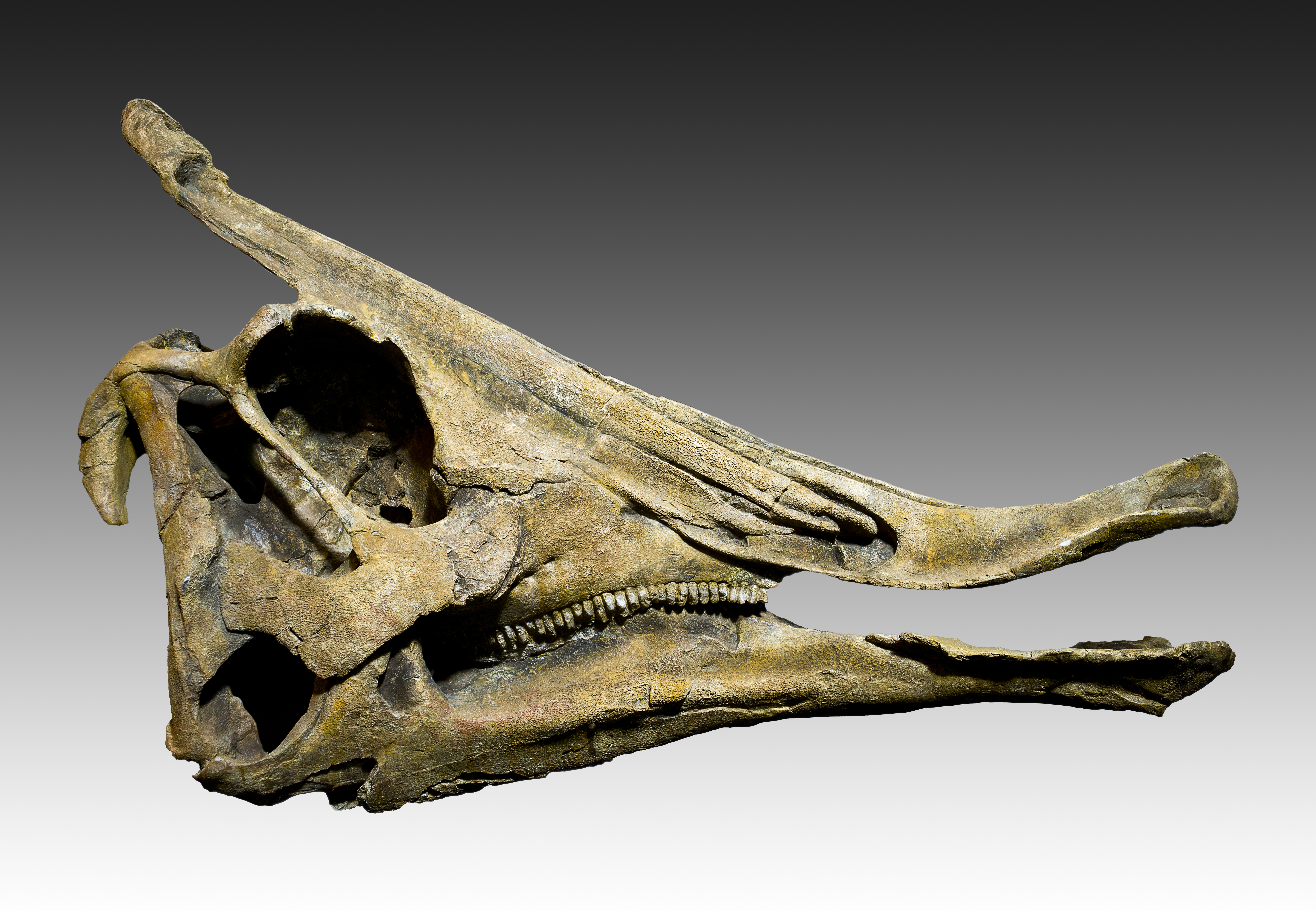
Schädel von Saurolophus angustirostris.

Saurolophus erreichte etwa neun bis zwölf Meter Länge. Es besaß auf dem Schädel einen 13 Zentimeter langen massiven konkaven Knochenkamm, der nach hinten wies. Dieser Kamm wurde von den Nasenknochen gebildet und von den Nasengängen durchzogen. Darum wurde die Hypothese aufgestellt, ein Teil des Nasengewebes sei vielleicht aufblasbar gewesen und habe die Tiere befähigt, bellende Laute von sich zu geben. Der Knochenkamm hätte in diesem Fall als Stütze des sackartigen Gebildes gedient und dessen Oberfläche vergrößert. Da die Hadrosaurier in Gruppen lebten, ist es durchaus vorstellbar, dass sie – besonders über größere Entfernungen – akustisch miteinander kommunizierten.
Die Spitze des zahnlosen Schnabels war etwas aufwärts gekrümmt. Zum Zermahlen der Pflanzennahrung hatte er hunderte eng stehende Backenzähne. Die Hinterbeine von Saurolophus waren deutlich länger und kräftiger als seine Vorderbeine. Er konnte sich zwei- und vierbeinig fortbewegen.